# رحاب (اسم)
رحاب هو اسم علم مؤنث من أصل عربي، ومعناه هو بصيغة الجمع، وهوالأمنية الطموح الرغبة.

## شخصيات تحمل الاسم
- رحاب أحمد (2 مارس 1991 – )
- رحاب الجمل (20 أبريل 1974 – )
- رحاب الصادق (فنانة مصرية، 1972 – )
- رحاب رشيد طه (12 نوفمبر 1957 – )
- رحاب عيد (لاعبة كرة قدم مصرية، 6 فبراير 1988 – )
- رحاب كنعان (1954 – )
- رحاب صبري ١٩٨٤

## وصلات خارجية
- موسوعة السلطان قابوس لأسماء العرب نسخة محفوظة 5 أبريل 2019 على موقع واي باك مشين.